# Croton virgultosus
Croton virgultosus är en törelväxtart som beskrevs av Johannes Müller Argoviensis. Croton virgultosus ingår i släktet Croton och familjen törelväxter. Inga underarter finns listade i Catalogue of Life.